# Stjepan Jukić
Stjepan Jukić (ur. 10 grudnia 1979 w Đakovie) – chorwacki piłkarz występujący na pozycji pomocnika.

## Kariera piłkarska
Od 1998 do 2012 roku występował w NK Osijek, HNK Šibenik, Lokeren, Sanfrecce Hiroszima, Croatia Sesvete, Qingdao Jonoon, Chongqing Lifan i Trnje.